# Alt del Coscó
L'Alt del Coscó és una muntanya de 357 metres que es troba entre els municipis d'Avinyonet del Penedès i d'Olesa de Bonesvalls, a la comarca de l'Alt Penedès.